# Besleria imberbis
Besleria imberbis är en tvåhjärtbladig växtart som beskrevs av Conrad Vernon Morton. Besleria imberbis ingår i släktet Besleria och familjen Gesneriaceae. Inga underarter finns listade i Catalogue of Life.